# Manfred Hambeck
Manfred Hambeck (* 10. August 1938 in Aue; † 27. Dezember 2023) war Fußballtorhüter in der DDR-Oberliga, wo er für den SC Wismut Karl-Marx-Stadt und den SC/FC Karl-Marx-Stadt spielte.

## Sportlicher Werdegang
Manfred Hambeck begann seine Laufbahn beim SC Wismut Karl-Marx-Stadt, für den er ab 1960 in der DDR-Oberliga aktiv war. Sein erstes Oberliga-Spiel absolvierte er am 20. März 1960 beim SC Chemie Halle (0:1), als Hambeck bereits nach drei Minuten für den verletzten Lothar Neupert eingewechselt wurde. Sein nächster Oberliga-Einsatz für die Auer war erst wieder am 17. September 1961 beim SC Aufbau Magdeburg (0:0).
Von da an war er Stammtorhüter und konnte die erfahreneren Klaus Thiele und Neupert verdrängen. Sein letztes Oberliga-Spiel für den SC Wismut Karl-Marx-Stadt bestritt er auf neutralem Platz in Döbeln am 27. Mai 1962  ebenfalls gegen den SC Chemie Halle (1:2). In dieser Zeit bestritt Hambeck auch ein Länderspiel mit der B-Nationalmannschaft der DDR. Danach wurde er – auch infolge einer Verletzung – in Aue wieder von Thiele im Tor abgelöst und wurde in der Saison 1962/63 nicht mehr für Wismut-Oberligamannschaft berücksichtigt. 1963 wechselte Hambeck nach 22 Oberligaspielen für Aue gemeinsam mit Dieter Erler und Albrecht Müller zum SC Karl-Marx-Stadt.
Sein erstes Spiel für den SCK war am 10. August 1963 zum Saisonstart 1963/64 beim Heimspiel gegen den ASK Vorwärts Berlin (0:2). Hambeck verdrängte die bisherigen Torhüter Dieter Löschner und Joachim Gröper und bestritt in seiner ersten Saison für die Karl-Marx-Städter alle 26 Oberliga-Spiele. Zwischen 1963 und 1964 absolvierte Hambeck noch einmal zwei B-Länderspiele. 1967 wurde Hambeck mit den „Himmelblauen“ DDR-Meister (jetzt als FC Karl-Marx-Stadt), wobei er in allen Punktspielen der Meistersaison zum Einsatz kam. Da sich der FC Karl-Marx-Stadt durch die Meisterschaft für den Europapokal der Landesmeister 1967/68 qualifiziert hatten, kam Hambeck im ersten Pokalspiel des FC gegen den belgischen Meister RSC Anderlecht zum Einsatz (1:3). Da im Rückspiel Gröper im Tor stand und der FCK nach der zweiten Niederlage (1:2) aus dem Wettbewerb ausschied, war damit Hambecks internationale Karriere beendet. Sein letztes Oberligaspiel für FC Karl-Marx-Stadt absolvierte er am 30. Mai 1970 auf neutralem Boden in Halle gegen Wismut Aue. Die 1:2-Niederlage bedeutete den Abstieg für die Karl-Marx-Städter. Beim Neuaufbau der Mannschaft in der DDR-Liga unter Trainer Heinz Weber war Hambeck nicht mehr mit dabei. So beendete er nach weiteren 130 Oberligaspielen 1970 seine Karriere.
Besondere Würdigung fand in der FuWo Hambecks faire Geste im Spiel gegen den Vorjahresmeister FC Vorwärts Berlin, bei dem ein korrekter Treffer der Berliner anfangs nicht gegeben wurde. Hambeck klärte nach kurzem Zögern den Schiedsrichter auf, dass der Ball nicht neben, sondern im Tor gelandet sei.

## Stationen
- 1960 bis 1963: SC Wismut Karl-Marx-Stadt
- 1963 bis 1970: SC Karl-Marx-Stadt

## Funktionär
Für einige Jahre bis 2003 war Hambeck Mitglied des Aufsichtsrates beim Chemnitzer FC.

## Statistik
- DDR-Oberliga: 152 Spiele